# Onesti (cognome)
Onesti è un cognome di lingua italiana.

## Varianti
Nesti, Onestinghel, Onestini, Onesto.

## Origine e diffusione
Cognome tipicamente panitaliana, è presente prevalentemente in Italia centro-settentrionale.
Potrebbe derivare dal prenome Onesto. È affine ai cognomi Onorati ed Ernesti.
La variante Onestinghel è trentina.

## Persone
- Giulio Onesti – dirigente sportivo italiano, già presidente del CONI
- Temistocle Calzecchi Onesti – fisico italiano
- Rosa Calzecchi Onesti – latinista, nipote del precedente